# Gopalganj Sadar
Gopalganj Sadar (en bengali : গোপালগঞ্জ সদর) est une upazila du Bangladesh dans le district de Gopalganj. En 1991, on y dénombrait 291 409 habitants.